# Maître de Mondsee
Le Maître de Mondsee est un peintre  gothique tardif autrichien actif à Salzbourg et dans ses alentours de 1480 à 1510 environ.  Ce peintre anonyme doit son nom de convention à un retable destiné à l'église de l'abbaye de Mondsee et consacré en 1497. 
Le retable est une commande de l'abbé de Mondsee Benedikt Eck von Piburg (aussi appelé Benedikt Eck von Vilsbiburg), en fonction de 1463 à 1499. Le même abbé a également commandé le retable Pacher (de) de l’église de pèlerinage de Sankt Wolfgang im Salzkammergut. Un peintre est mentionné dans le livre des constructions de l'abbaye de Nonnberg de Salzbourg à la date de 1490 sous le nom Maler von Mondsee ; mais d'autres peintres résidaient à Mondsee à cette date, dont Ruprecht Pichler et Hans Engelhart. On a proposé d'identifier ce maître avec Heinrich Freudenfuss, inscrit en 1498 à la guilde des peintres de Salzbourg.
Il est plausible que le Maître de Mondsee ait fait son apprentissage dans l'atelier du Maître du Monastère des Écossais de Vienne, ou chez le Maître viennois du Triptyque de la Crucifixion de Saint-Florian. 
Le Maître de Mondsee a été influencé, comme le Maître du Monastère des Écossais de Vienne, par les peintres flamands et rhénans, ainsi que par le retable Pacher, de Michael Pacher datant des années 1470.

## Historique
Le retable a été démembré, probablement lors de la dissolution du monastère bénédictin de Mondsee en 1791. C'est le prince du Liechtenstein, premier acquéreur du retable démembré, qui a revendu les panneaux du retable à l'exception de la représentation de Jésus parmi les docteurs qu'il a conservée. 
Huit tableaux au total sont préservés ; ils se trouvent maintenant dans trois collections : avec cinq tableaux, le Belvédère possède la collection la plus grande et la plus connue. Deux panneaux ont récemment été acquis par les musées provinciaux de Haute-Autriche auprès de collections privées, et le dernier est celui des collections des princes du Liechtenstein, à Vaduz-Vienne.

## Description

Panneaux du retable
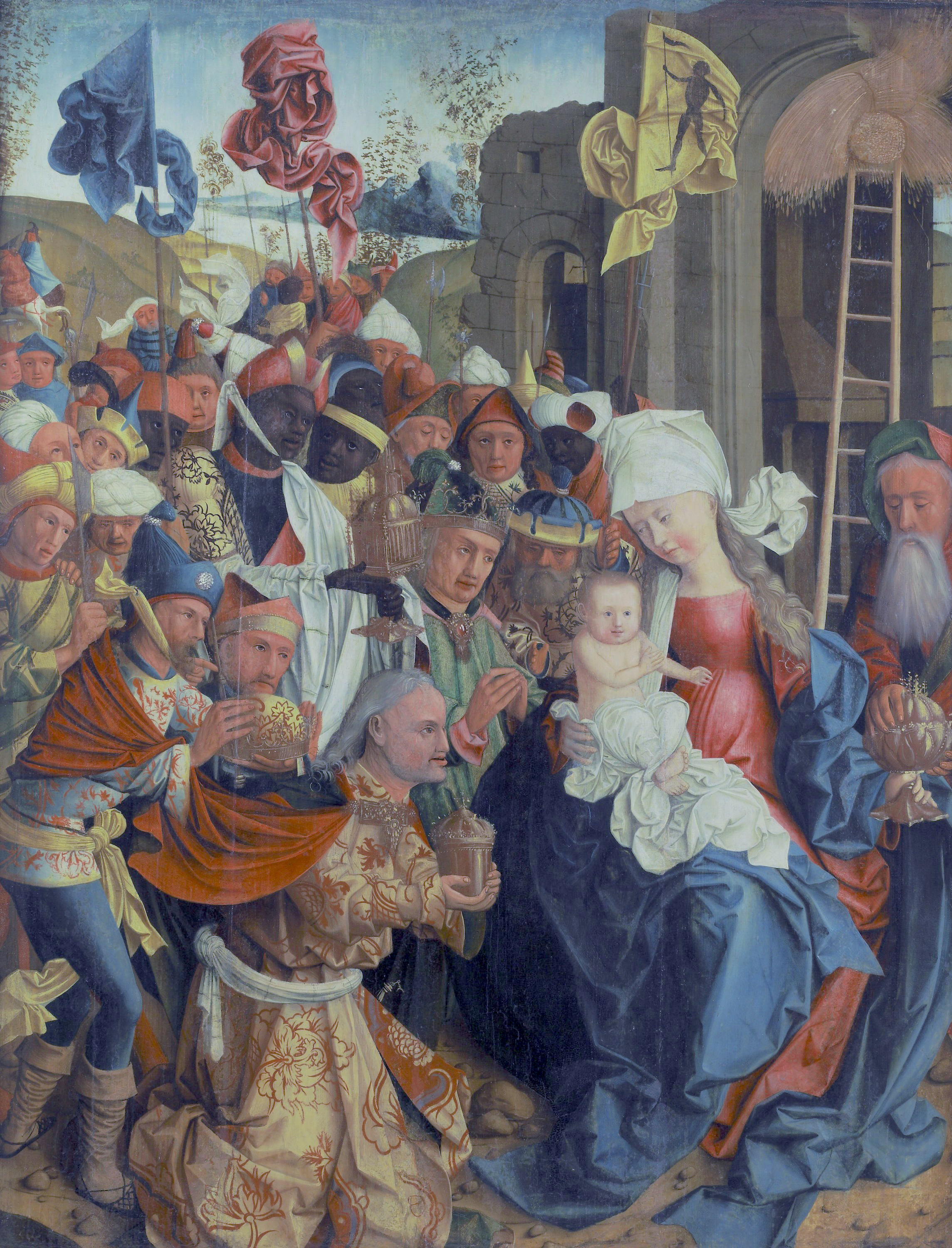
Adoration des mages
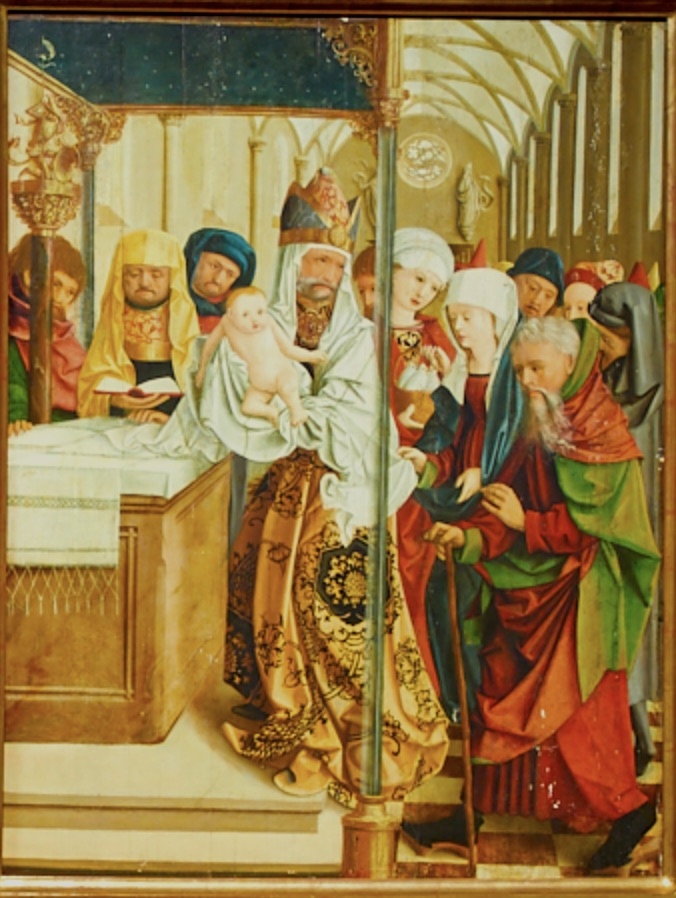
Présentation du Christ au temple
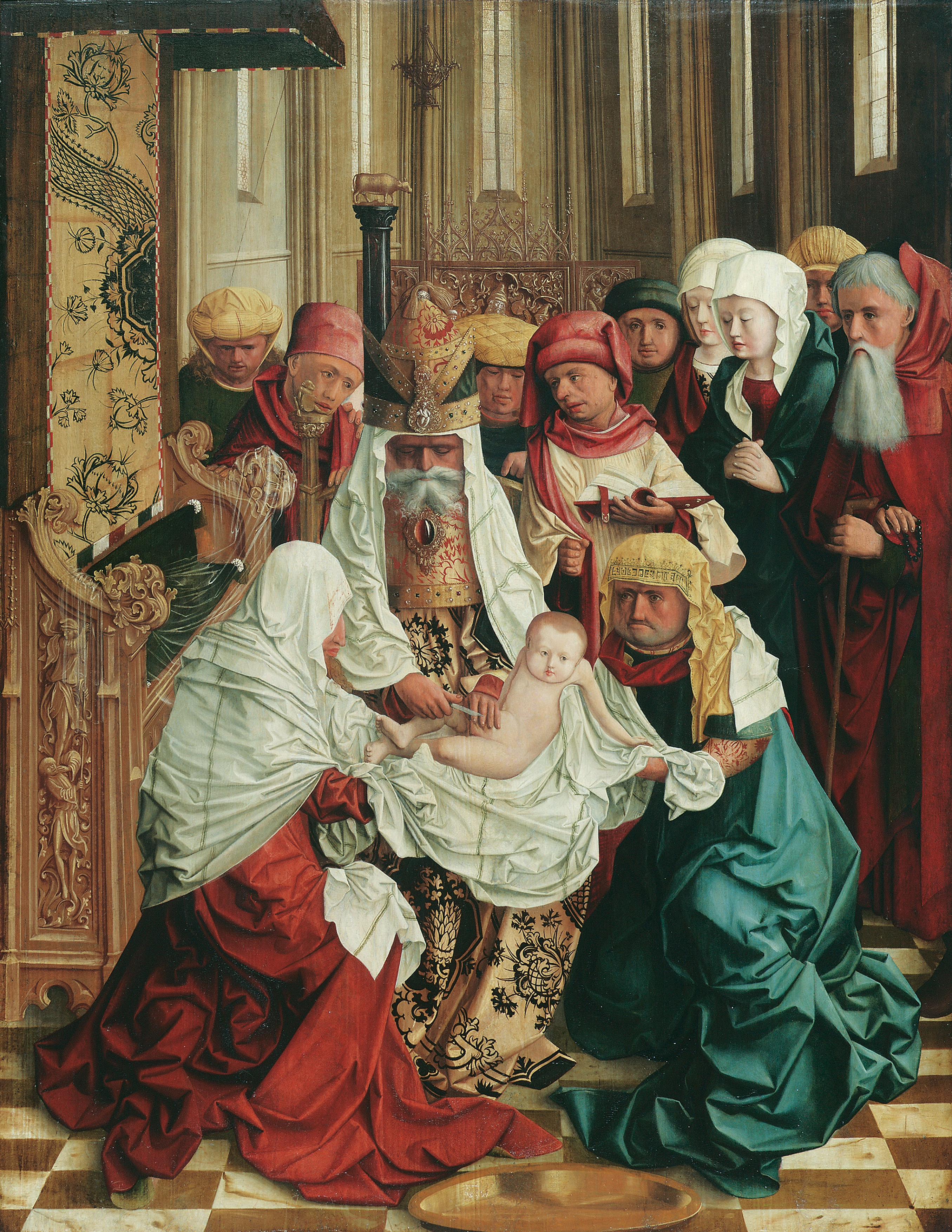
Circoncision
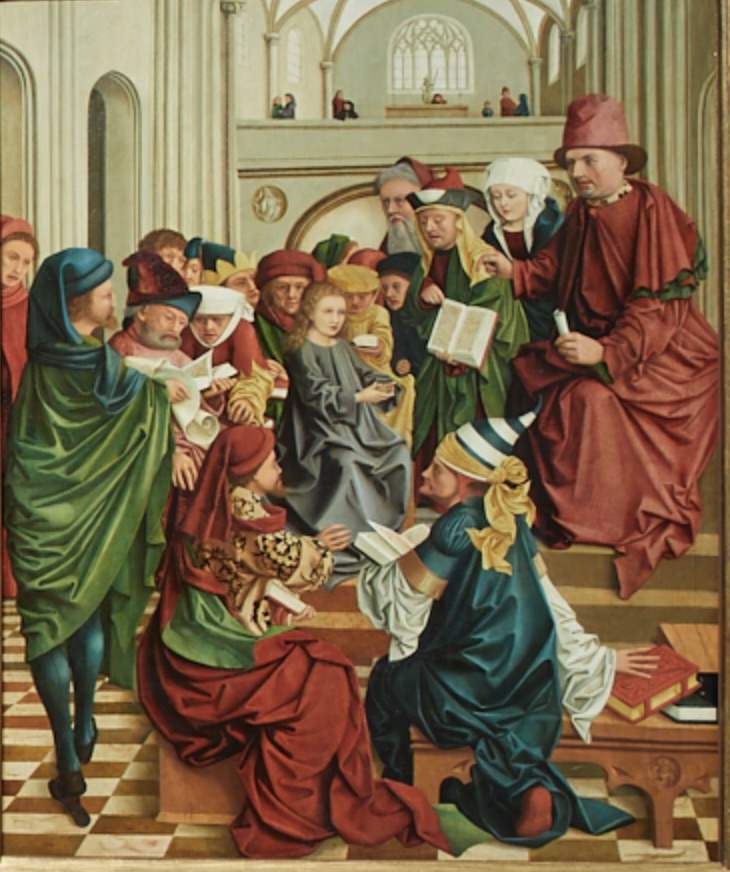
Jésus parmi les docteurs

Quatre grands panneaux représentent des scènes de la jeunesse du Christ, tous de dimensions à peu près égales (114 × 88 cm) :
- Adoration des mages ; ce panneau a été acquis en 2000 par les Oberösterreichische Landesmuseen de Linz. Une foule de personnages se rassemble devant et autour de la Vierge et l’Enfant. Le roi agenouillé en manteau rouge est probablement une représentation de l'empereur Frédéric III. Son accompagnateur qui tient le manteau est peut-être  le duc Georges de Bavière, dont le domaine comprenait Mondsee et qui a soutenu l'empereur en 1490 lors d'une guerre contre la Hongrie[2].
- Présentation au temple ce panneau, de dimensions 114,7 × 88 cm, a été acquis en 2014 par le  Oberösterreichisches Landesmuseum[2]. La scène est partagée, par une colonnette, en deux espaces : à gauche la partie sacrée, sous un baldaquin, à droite la partie profane qui réunit la foule sous un plafond à arcatures gothiques.
- Circoncision ; ce panneau, de dimensions 113 × 87,5 cm, a une provenance bien précise[3] : il a été vendu par le Jean Ier (prince de Liechtenstein) en 1828 au négociant Goldmann de Vienne ; il est resté à Vienne jusqu'en 1881, vendu à Paris en 1882 et acquis en 1929 par le  Kunsthistorisches Museum d'où il est transféré au Belvédère en 1953. Ce panneau présente un prêtre juif dans un bel apparat et œuvrant avec solennité[4]
- Jésus parmi les docteurs ; ce panneau où le jeune Jésus étonne les scribes par son savoir, la représentation diffère des clichés antisémites souvent rencontrés : le jeune Christ est entouré de personnes d'apparence tout à fait normale, dont l'une porte même une coiffe en forme de diadème, comme le pape devant à droite[4].
- La Prédelle ; il en subsiste deux panneaux de dimensions plus modestes (57 × 45 cm) :
  - La Fuite en Égypte avec, sur le panneau extérieur, un saint Ambroise ; comme le note le Larousse[1] : « Sa réalisation présente un dessin délicat, une sobre plasticité et des couleurs tendres ; cet artiste profondément lyrique décrit l'événement comme s'il s'agissait d'un conte et transpose le sujet jusque dans l'irréel. »
  - Une Vierge aux épis  avec, sur le panneau extérieur, un saint Augustin ; la personne à genoux en adoration devant la Vierge est l'abbé Benedikt Eck von Piburg, mort en 1499. Parmi les écussons, l'un représente la Lune au dessus d'un lac, allusion à « Mondsee » (lac de Lune). La scène est placée dans l'ancienne chapelle mariale de style roman du monastère de Mondsee, détruite puis reconstruite et inaugurée en 1477[2]. L'abbé est genouillé à côté d'une table sur laquelle est posée une table de lois de Moïse[4].

Prédelle
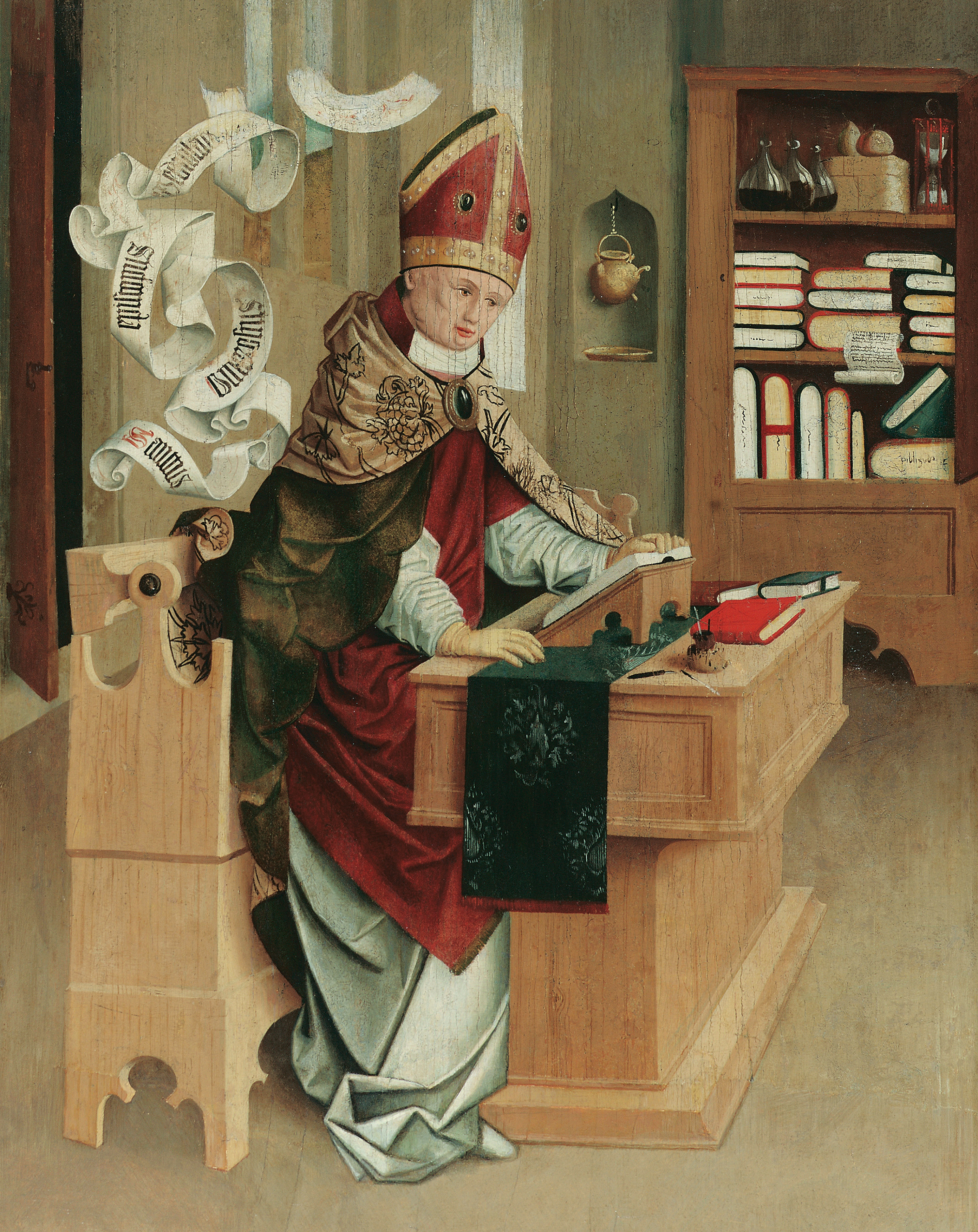
Saint Ambroise.
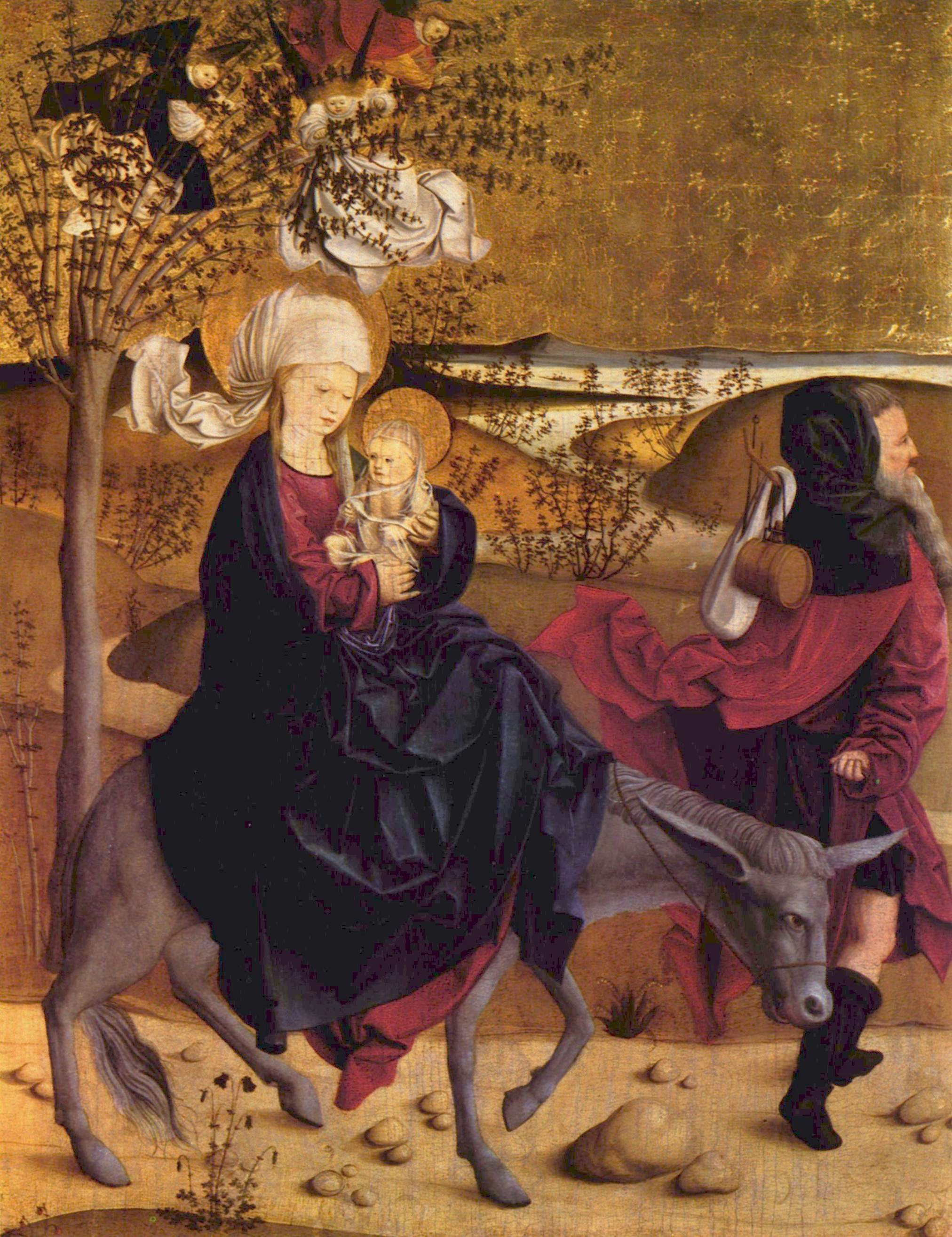
Fuite en Égypte.
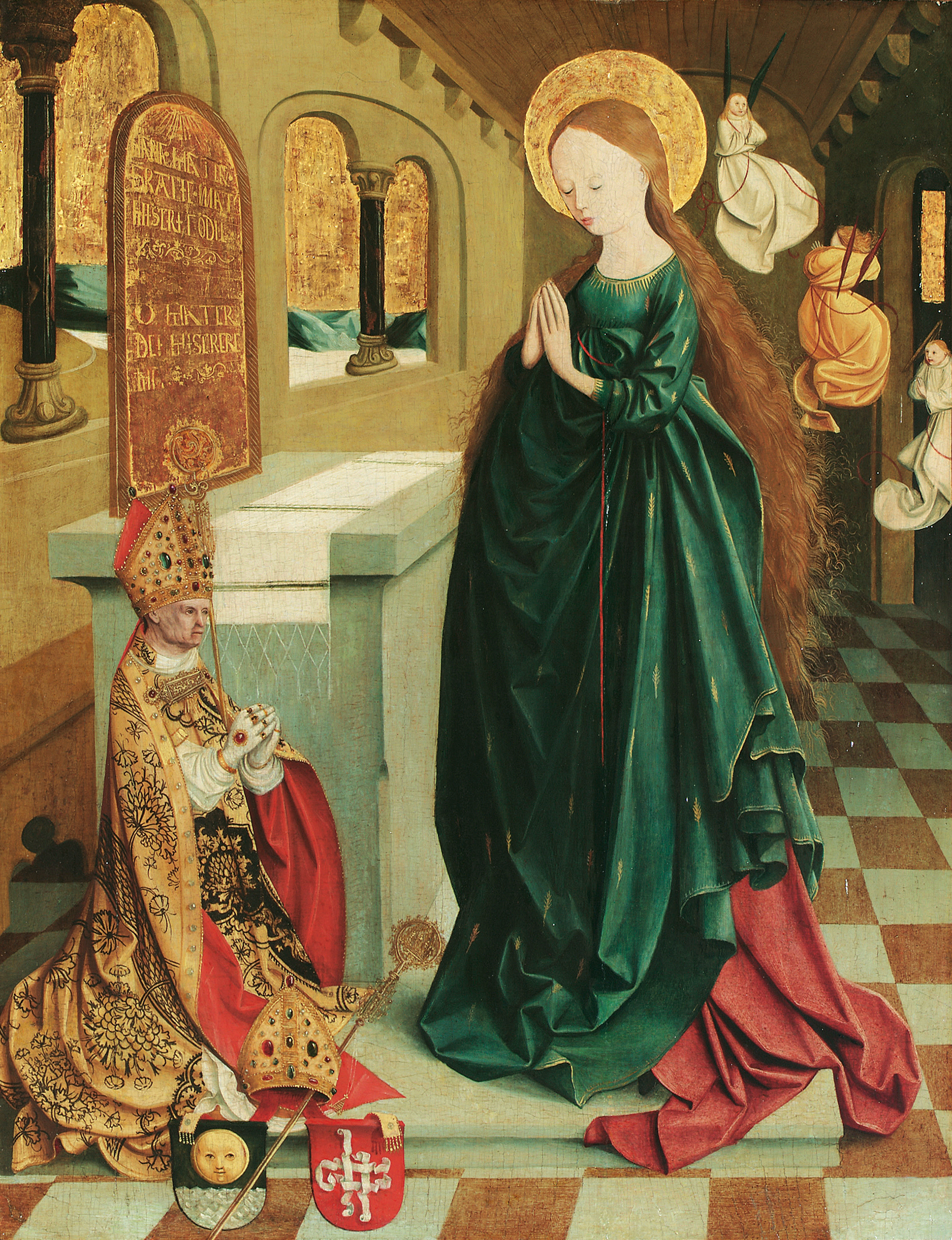
Vierge aux épis.
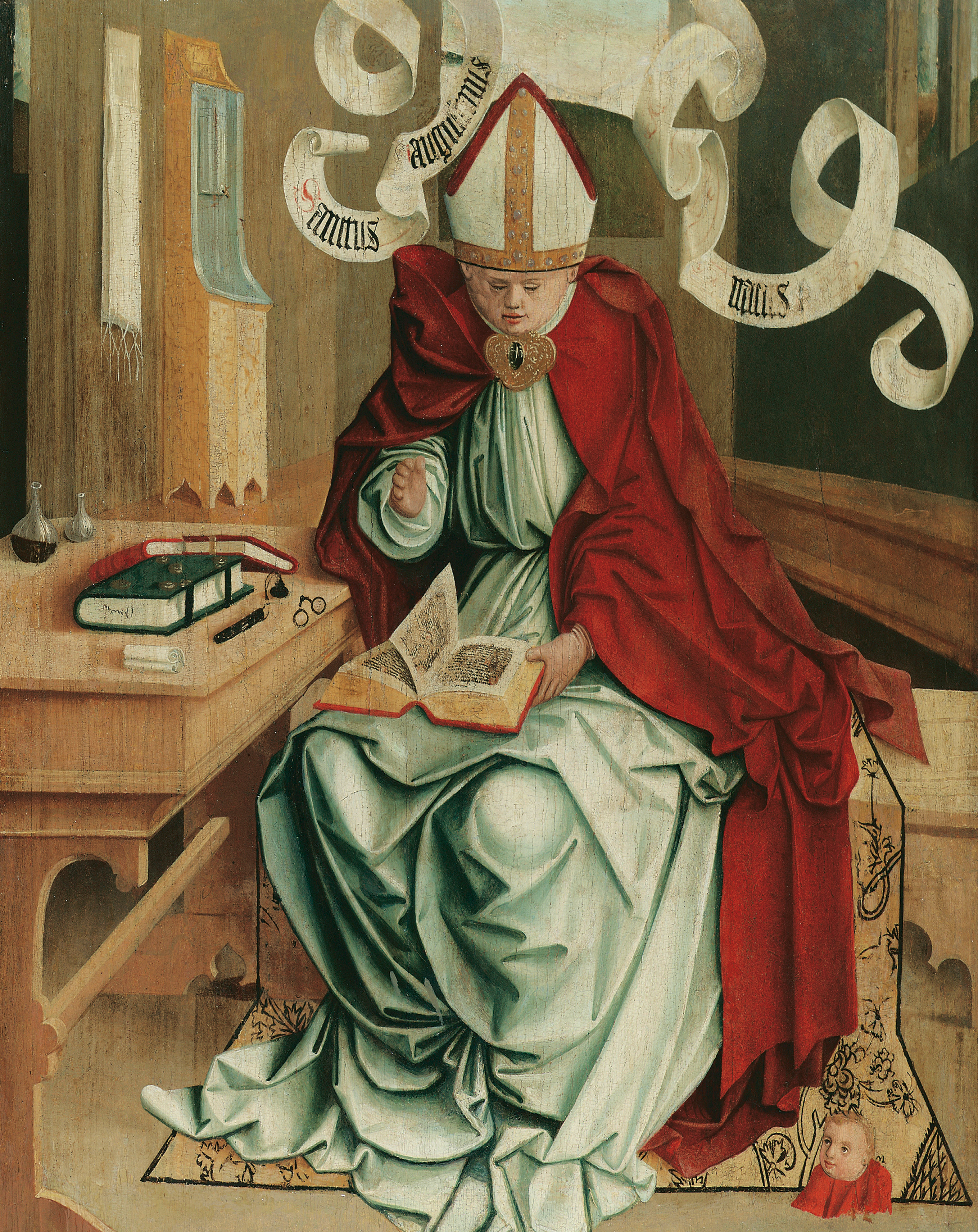
Saint Augustin.